# Bitva u Groß-Jägersdorfu

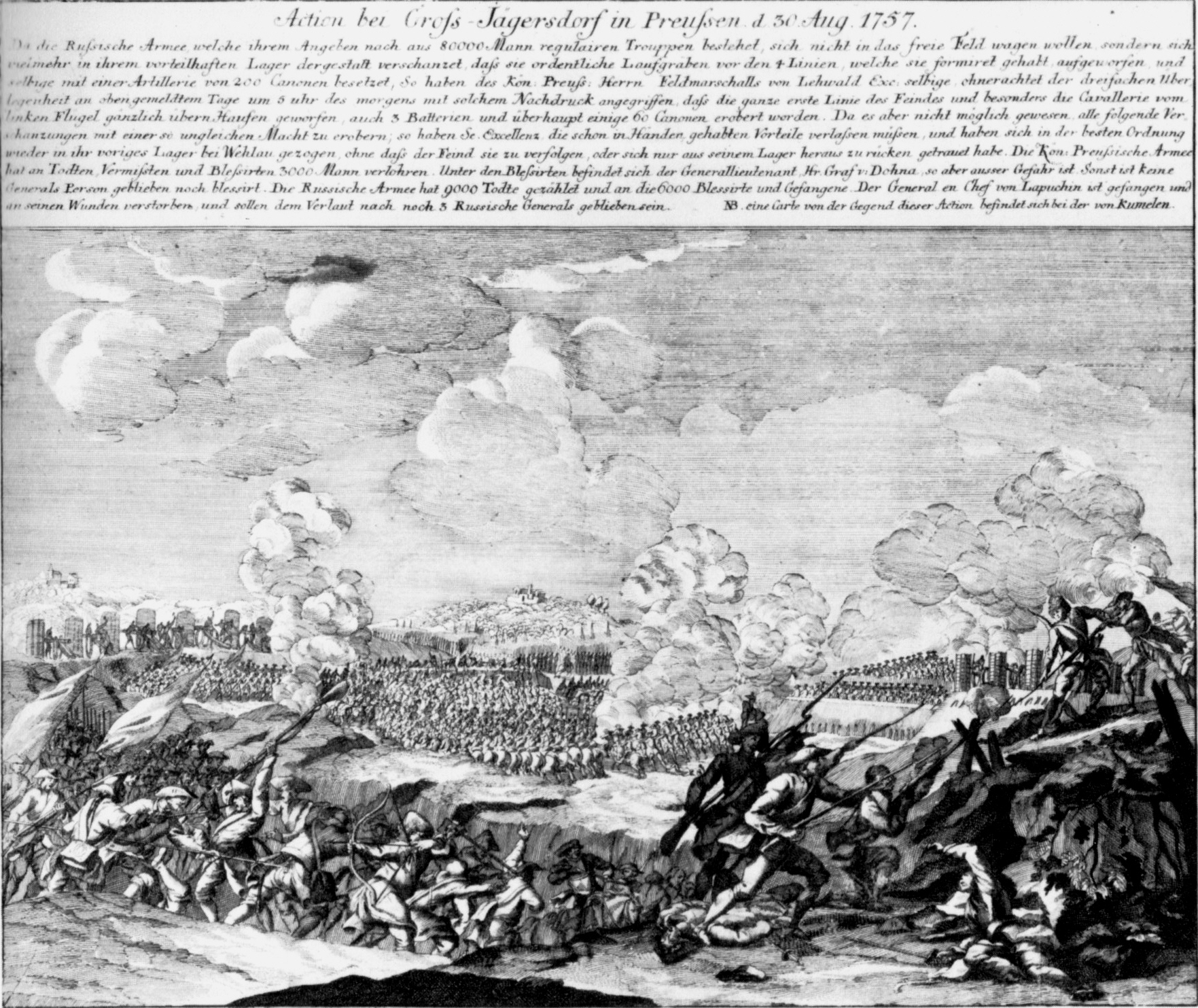
Bitva u Groß-Jägersdorfu

Bitva u Groß-Jägersdorfu (německy Schlacht bei Groß-Jägersdorf, rusky Гросс-Егерсдорфское сражение) byla bitva sedmileté války. Odehrála se 30. srpna 1757 u Groß-Jägersdorfu, ve Východním Prusku. Střetly se v ní pruské jednotky maršála Johanna von Lehwaldta o síle 25 000 vojáků s 55 děly a ruské jednotky maršála Stěpana Fjodoroviče Apraxina o síle 55 000 vojáků s 263 děly.

## Průběh bitvy
Přestože Apraxin zaujal pevnou pozici, která byla zajištěna přírodními překážkami v týlu a na bocích, rozhodl se pruský polní maršál na rozkaz Fridricha Velikého zaútočit. Lehwaldt zamířil svůj útok především na levé křídlo nepřítele. Ruská jízda a první linie pěchoty byly zahnány zpět, tři dělostřelecké baterie byly zajaty.
Palba ruského dělostřelectva, které bylo v přesile, ale nakonec útok odrazila, a když ruský generálmajor hrabě Rumjancev zaútočil se 4 záložními pluky do boku nepřítele na ohroženém levém křídle, Lehwaldt nebyl schopen získané pozice udržet. Po deseti hodinách bojů se Prusové spořádaně stáhli přes řeku Pregel. Jejich ztráta činila 4 600 mrtvých a zraněných a ztraceno bylo také 28 děl. Rusové ztratili 7 000 mužů.

## Důsledky
Bitva skončila vítězstvím početnějších ruských sil. Rusové této výhody nevyužili k dalšímu postupu na západ. Stáhli se kvůli nedostatečnému zásobování do Polska. I přes porážku Lehwaldta zůstalo východní Prusko v pruských rukou.